# Liste de ponts de Maine-et-Loire
Cette page présente la liste des ponts du département français de Maine-et-Loire (région Pays de la Loire).
Les ponts sont classés en deux grandes catégories, les grands ponts en service et les ponts inscrits à l’inventaire national des monuments historiques.

## Grands ponts en service
Les ouvrages de longueur totale supérieure à 100 m sont recensés ci-après, classés par longueur décroissante.
| Image | Nom                               | Longueur (m) | Portée ppale (m) | Franchit                                  | Type                                                          | Terminé en | Localisation                                                                                          |
| ----- | --------------------------------- | ------------ | ---------------- | ----------------------------------------- | ------------------------------------------------------------- | ---------- | --- |
|       | Viaduc de la Loire                | 787          | 85.10            | Loire Louet                               | Poutre-caisson béton précontraint                             | 1975       | Les Ponts-de-Cé (A87) 47° 25′ 03″ N, 0° 30′ 20″ O                                                     |
|       | Pont du Cadre Noir                | 740          | 103              | Loire                                     | Poutre-caisson béton précontraint                             | 1982       | Saumur (N347) 47° 16′ 16″ N, 0° 05′ 04″ O                                                             |
|       | Pont ferroviaire de Saumur        | 725          | 75               | Loire                                     | Pont en treillis type Town double                             | 1950       | Saumur 47° 15′ 17″ N, 0° 03′ 24″ O                                                                    |
|       | Pont de l'Alleud                  | 601.50       | 30               | Loire                                     | Pont en maçonnerie                                            | 1863       | La Possonnière - Chalonnes-sur-Loire 47° 21′ 42″ N, 0° 43′ 11″ O                                      |
|       | Pont de Varennes-Montsoreau       | 600          | 50               | Loire                                     | Pont en treillis type Town double                             | 1901       | Varennes-sur-Loire - Montsoreau (D952a) 47° 13′ 29″ N, 0° 02′ 54″ E                                   |
|       | Pont de Champtoceaux              | 560          | 40               | Loire                                     | VIPP                                                          | 1976       | Oudon - Champtoceaux (D751c) 47° 20′ 27″ N, 1° 16′ 42″ O                                              |
|       | Viaduc de la Maine                | 530          | 63               | Maine                                     | Bipoutre mixte                                                | 2008       | Angers (A11 - Contournement nord d'Angers, dit l'Océane) 47° 29′ 30″ N, 0° 32′ 41″ O                  |
|       | Pont d'Ingrandes-sur-Loire        | 517          | 65               | Loire                                     | Pont suspendu tablier métallique                              | 1948       | Ingrandes - Le Mesnil-en-Vallée (D150) 47° 24′ 03″ N, 0° 55′ 08″ O                                    |
|       | Pont de Montjean-sur-Loire        | 465          | 90               | Loire                                     | Pont suspendu tablier mixte                                   | 1949       | Montjean-sur-Loire - Champtocé-sur-Loire (D15) 47° 23′ 39″ N, 0° 51′ 34″ O                            |
|       | Pont suspendu d'Ancenis           | 412          | 238              | Loire                                     | Pont suspendu tablier mixte                                   | 1953       | Ancenis - Liré (D763) 47° 21′ 42″ N, 1° 10′ 35″ O                                                     |
|       | Pont de Saint-Mathurin-sur-Loire  | 398          | 90               | Loire                                     | Pont en treillis en croix de Saint-André                      | 1954       | Saint-Mathurin-sur-Loire - Saint-Rémy-la-Varenne (D55) 47° 24′ 24″ N, 0° 19′ 08″ O                    |
|       | Viaduc du Layon                   | 350          |                  | Layon                                     | Bipoutre mixte                                                | 2002       | Beaulieu-sur-Layon (A87) 47° 18′ 40″ N, 0° 36′ 26″ O                                                  |
|       | Pont de Varades                   | 310          | 178              | Loire                                     | Pont suspendu tablier mixte                                   | 1965       | Varades - Saint-Florent-le-Vieil (D752) 47° 22′ 11″ N, 1° 00′ 57″ O                                   |
|       | Pont Dumnacus                     | 310          | 25               | Loire                                     | Pont en maçonnerie                                            | 1849       | Les Ponts-de-Cé (D160) 47° 25′ 16″ N, 0° 31′ 25″ O                                                    |
|       | Viaduc de Segré sur l'Oudon       | 300          |                  | Oudon                                     | Poutre-caisson béton précontraint                             |            | Segré (RD775) 47° 41′ 13″ N, 0° 51′ 31″ O                                                             |
|       | Pont des Lombardières             | 296.80       | 52.87            | Loire                                     | Pont en treillis type Town double                             | 1947       | Savennières - Béhuard (D106) 47° 22′ 25″ N, 0° 38′ 56″ O                                              |
|       | Pont Confluences                  | 293          | 149              | Maine                                     | Pont en arc métallique tablier intermédiaire dalle orthotrope | 2010       | Angers (Ligne A du tramway d'Angers) 47° 28′ 49″ N, 0° 33′ 09″ O                                      |
|       | Pont Cessart,                     | 293          | 19.50            | Loire                                     | Pont en maçonnerie                                            | 1770       | Saumur - île Offard (N147) 47° 15′ 44″ N, 0° 04′ 32″ O                                                |
|       | Pont des Rosiers-sur-Loire        | 215.40       | 140              | Loire                                     | Pont suspendu                                                 | 1948       | Les Rosiers-sur-Loire - Île de Gennes (D751b) 47° 20′ 56″ N, 0° 13′ 39″ O                             |
|       | Pont de Saint-Florent-le-Vieil    | 207.90       | 104              | Loire                                     | Pont à haubans tablier métallique                             | 1965       | Saint-Florent-le-Vieil - Île Batailleuse (D752) 47° 21′ 54″ N, 1° 00′ 52″ O                           |
|       | Pont du Grand Bras                | 207          |                  | Loire                                     | Pont en treillis type Warren                                  |            | Saint-Georges-sur-Loire - Île Touchais (D961) 47° 22′ 05″ N, 0° 45′ 15″ O                             |
|       | Pont des Cadets                   | 206          | 36               | Loire                                     | Pont en arc béton armé                                        | 1950       | Saumur - île Offard (D947) 47° 15′ 59″ N, 0° 04′ 15″ O                                                |
|       | Pont de l'A11 sur le Loir         | 205          |                  | Loir (rivière)                            | Poutre-caisson béton précontraint                             | 1987       | Durtal (A11) 47° 39′ 18″ N, 0° 16′ 22″ O                                                              |
|       | Pont de Gennes                    | 168.46       | 110              | Loire                                     | Pont suspendu                                                 | 1948       | Gennes - Île de Gennes (D751b) 47° 20′ 44″ N, 0° 13′ 49″ O                                            |
|       | Pont Jean-Moulin                  | 165          |                  | Maine                                     | Bipoutre mixte                                                | 1989       | Angers (Boulevard Jean Moulin) 47° 29′ 22″ N, 0° 32′ 48″ O                                            |
|       | Pont de l'Atlantique              | 160          |                  | Maine                                     | Poutre-caisson béton précontraint                             | 1973       | Angers (RD323 - Avenue de l'Atlantique) 47° 27′ 53″ N, 0° 34′ 28″ O                                   |
|       | Pont de Bouchemaine               | 155          | 105              | Maine                                     | Pont suspendu                                                 |            | Bouchemaine - Sainte-Gemmes-sur-Loire (D112) 47° 25′ 13″ N, 0° 36′ 31″ O                              |
|       | Pont de Pruniers                  | 150          | 50               | Maine                                     | Pont en treillis type Town double                             | 1908       | Bouchemaine - Sainte-Gemmes-sur-Loire (Allée du Lieutenant Andrew Keller) 47° 26′ 39″ N, 0° 35′ 47″ O |
|       | Pont du Louet                     | 150          | 6                | Louet                                     | Pont en maçonnerie                                            | 1835       | Mûrs-Erigné - Saint-Maurille (D160) 47° 24′ 40″ N, 0° 31′ 27″ O                                       |
|       | Pont ferroviaire de Bouchemaine   | 150          |                  | Maine                                     | Pont en maçonnerie                                            |            | Bouchemaine 47° 25′ 33″ N, 0° 36′ 14″ O                                                               |
|       | Viaduc de l'Hyrôme                | 130          |                  | Hyrôme                                    | Bipoutre mixte                                                | 2002       | Chemillé - (A87) 47° 14′ 38″ N, 0° 40′ 22″ O                                                          |
|       | Pont des Arts et Métiers          | 130          |                  | Maine                                     |                                                               | 2019       | Angers (Lignes B & C du tramway d'Angers) 47° 28′ 27″ N, 0° 33′ 27″ O                                 |
|       | Pont de la Basse-Chaîne           | 124          | 54               | Maine                                     | Pont à poutres en béton                                       | 1961       | Angers (Boulevard Foulques Nerra) 47° 28′ 14″ N, 0° 33′ 49″ O                                         |
|       | Pont de Segré                     | 120          | 60               | Maine                                     | Pont en treillis type Town double                             | 1878       | Angers (ligne de chemin de fer Angers-Segré) 47° 29′ 32″ N, 0° 32′ 36″ O                              |
|       | Viaduc de l'échangeur n°17 - A11) | 120          |                  | RD106 Future Voie express Rennes - Angers | Bipoutre mixte                                                | 2008       | Beaucouzé (A11) 47° 29′ 39″ N, 0° 37′ 23″ O                                                           |
|       | Viaduc sur la Romme               | 110          |                  | Romme                                     | PRAD                                                          | 1980       | Champtocé-sur-Loire - (A11) 47° 26′ 06″ N, 0° 51′ 41″ O                                               |
|       | Pont de Chalonnes-sur-Loire       | 109.65       | 109.65           | Loire                                     | Pont suspendu tablier mixte                                   | 1948       | Chalonnes-sur-Loire - Île de Chalonnes (D961) 47° 21′ 16″ N, 0° 45′ 42″ O                             |
|       | Pont de Verdun                    | 105          | 8.50             | Maine                                     | Pont en maçonnerie                                            | 1946       | Angers (Rue Baudrière) 47° 28′ 24″ N, 0° 33′ 30″ O                                                    |
|       | Pont de la Haute-Chaîne           | 105          | 42               | Maine                                     | Pont à poutres en béton                                       | 1951       | Angers (Boulevard Daviers) 47° 28′ 40″ N, 0° 33′ 16″ O                                                |
|       | Pont de Cordez                    | 100          | 100              | Loire                                     | Pont en treillis type Warren                                  |            | Île de Chalonnes - Île Touchais (D961) 47° 21′ 50″ N, 0° 45′ 24″ O                                    |
|       | Pont de Verdun (Ponts-de-Cé)      | 100          | 23               | Loire                                     | Pont en maçonnerie                                            |            | Les Ponts-de-Cé (D160) 47° 25′ 37″ N, 0° 31′ 36″ O                                                    |

## Ponts présentant un intérêt architectural
Les ponts de Maine-et-Loire inscrits à l’Inventaire général du patrimoine culturel sont recensés ci-après.
| Image | Nom                                                   | Longueur (m) | Portée ppale (m) | Type                             | Terminé en                  | Lieu                              |
| ----- | ----------------------------------------------------- | ------------ | ---------------- | -------------------------------- | --------------------------- | --------------------------------- |
|       | Pont du Moulin-Prieur                                 |              |                  |                                  | 1843                        | Andrezé                           |
|       | Pont des Portes                                       |              |                  |                                  |                             | Andrezé                           |
|       | Pont de la Tannerie ou Petit Pont                     |              |                  | Pont en maçonnerie               | Haut Moyen Âge              | Angers                            |
|       | Pont des Treilles                                     |              |                  | Pont en maçonnerie               | 1181 - ruine en 1711        | Angers (Piétons)                  |
|       | Grand Pont, puis Pont du Centre, puis Pont de Verdun  |              |                  | Pont en maçonnerie               | Haut Moyen Âge              | Angers                            |
|       | Pont de la Haute-Chaîne                               |              |                  | Pont en arc en fonte             | XIXe siècle                 | Angers                            |
|       | Pont de la Basse-Chaîne                               |              |                  | Pont suspendu                    | XIXe siècle                 | Angers                            |
|       | Pont                                                  |              |                  |                                  | XIXe siècle                 | Armaillé                          |
|       | Pont                                                  |              |                  |                                  |                             | Artannes-sur-Thouet               |
|       | Pont                                                  |              |                  |                                  |                             | Artannes-sur-Thouet               |
|       | Pont des Fées                                         |              |                  |                                  | XVIIIe siècle               | Baugé                             |
|       | Pont                                                  |              |                  |                                  | XVIIe siècle                | Beaufort-en-Vallée                |
|       | Pont                                                  |              |                  |                                  | XVIIIe siècle               | Brigné                            |
|       | Vieux pont de Beaulieu                                | 10           |                  | Pont en maçonnerie               | XVIIIe siècle               | Candé 47° 33′ 26″ N, 1° 02′ 25″ O |
|       | Pont de Beaulieu                                      | 15           |                  | Pont en maçonnerie               | 1849                        | Candé 47° 33′ 25″ N, 1° 02′ 24″ O |
|       | Pont dit l'Arche Saint-Denis                          | 15           |                  | Pont en maçonnerie               | XVIIIe siècle               | Candé 47° 33′ 37″ N, 1° 02′ 37″ O |
|       | Pont                                                  |              |                  |                                  | 1870                        | Chambellay                        |
|       | Pont                                                  |              |                  |                                  |                             | Cholet                            |
|       | Pont                                                  |              |                  |                                  | 1773                        | Concourson-sur-Layon              |
|       | Pont de Sorges                                        |              |                  |                                  | XVIIIe siècle               | La Daguenière                     |
|       | Pont                                                  |              |                  |                                  |                             | Durtal                            |
|       | Pont                                                  |              |                  |                                  | XVIIIe siècle               | Freigné                           |
|       | Pont du Moulin-Foulon                                 |              |                  |                                  | XIXe siècle                 | Freigné                           |
|       | Pont de la Sanguèze                                   |              |                  |                                  | XVIIe siècle                | Gesté                             |
|       | Pont des Magasins                                     |              |                  |                                  |                             | Juigné-sur-Loire                  |
|       | Pont Thurinet                                         |              |                  |                                  | XVe siècle                  | Landemont                         |
|       | Pont                                                  |              |                  |                                  | XIXe siècle                 | Le Lion-d'Angers                  |
|       | Pont                                                  |              |                  |                                  | XIXe siècle                 | Longué-Jumelles                   |
|       | Pont                                                  |              |                  |                                  | XIXe siècle                 | Martigné-Briand                   |
|       | Viaduc de Maulévrier                                  |              |                  |                                  | XIXe siècle                 | Maulévrier                        |
|       | Pont                                                  |              |                  |                                  | XVIIIe siècle ; XIXe siècle | Montreuil-Bellay                  |
|       | Pont dit le Vieux Pont                                |              |                  |                                  | XVe siècle ; XVIe siècle    | Montreuil-Bellay                  |
|       | Pont de Bohardy sur l'Evre classé Monument Historique |              |                  |                                  | XVe siècle                  | Montrevault                       |
|       | Pont                                                  |              |                  |                                  | XIVe siècle                 | Nyoiseau                          |
|       | Passerelle de la ruelle des Moutons                   |              |                  |                                  |                             | Les Ponts-de-Cé                   |
|       | Pont des Rosiers-sur-Loire,                           |              |                  |                                  | XIXe siècle                 | Les Rosiers-sur-Loire             |
|       | Pont                                                  |              |                  |                                  | XIXe siècle                 | Saint-Georges-sur-Layon           |
|       | Pont                                                  |              |                  |                                  | XIXe siècle                 | Saint-Georges-sur-Layon           |
|       | Pont                                                  |              |                  |                                  | XIXe siècle                 | Saint-Just-sur-Dive               |
|       | Pont de chemin de fer                                 |              |                  |                                  | XIXe siècle                 | Sainte-Gemmes-d'Andigné           |
|       | Pont Cessart,                                         | 270          | 19.50            | Pont en maçonnerie               | 1756 - 1770                 | île Offard - Saumur(N147)         |
|       | Pont des Sept Voies                                   |              |                  |                                  | XVIIe siècle                | Saumur                            |
|       | Pont Fouchard,                                        | 90           | 30               | Pont en maçonnerie               | 1783                        | Saumur                            |
|       | Vieux Pont de Segré                                   | 35           |                  | Pont en maçonnerie               | XIVe siècle                 | Segré 47° 41′ 07″ N, 0° 52′ 25″ O |
|       | Pont ferroviaire de Segré                             | 95           |                  | Pont à treillis type Town double | XIXe siècle                 | Segré 47° 41′ 13″ N, 0° 51′ 50″ O |
|       | Pont                                                  |              |                  |                                  |                             | Soulaines-sur-Aubance             |
|       | Pont dit le Vieux-Pont de la Séguinière               |              |                  |                                  | XIVe siècle                 | La Séguinière                     |
|       | Pont de la Roussière                                  |              |                  |                                  |                             | La Séguinière                     |
|       | Passerelle du sentier des Grands-Jardins              |              |                  |                                  | XIXe siècle                 | Torfou                            |
|       | Pont dit le Vieux-Pont de Trémentines                 |              |                  |                                  | XIXe siècle                 | Trémentines                       |
|       | Pont dit Vieux Pont du Gué-Robert                     |              |                  |                                  | XIXe siècle                 | Valanjou                          |
|       | Pont                                                  |              |                  |                                  | XIXe siècle                 | Vernantes                         |
|       | Pont                                                  |              |                  |                                  | XIXe siècle                 | Le Vieil-Baugé                    |